# Tosteer
Tosteer – zespół rockowy, tworzony przez muzyków z Łodzi i Tuszyna. Początkowo zespół grał bluesa pod nazwą Toster Band.
22 września 2003 roku ukazał się debiutancki album Testosterone. Zespół otrzymał także w tym samym roku dwie nominacje do Fryderyków w kategoriach: Nowa twarz fonografii i Album roku (rock). W roku 2003 zespół wystąpił w roli supportu przed Dave’em Gahanem w katowickim Spodku, przed Placebo w Warszawie, a także przed Budgie w Łodzi.

## Muzycy
Obecny skład zespołu
- Bartek Grzanek – śpiew, gitara
- Łukasz Kapuściński – gitara
- Paweł Stępień – perkusja
- Tomek Cyranowicz – gitara basowa

Byli członkowie zespołu
- Wojtek Stępnik – instrumenty klawiszowe
- Witek Fałek – perkusja
- Jarek Kuna – gitara basowa

## Dyskografia

### Albumy studyjne
- Testosterone demo (not official relase) (CD) (2003)
- Testosterone (CD) (2003)

### Single
- Parasite (2003)
- Hardest Task (2003)
- Zamykasz Oczy (2003)
- Silver Tears (2009)
- Podpalam Świat (2021)[1]

## Teledyski
- „The Hardest Task”
- „Parasite”
- „Zatrzymaj świat”
- „Trapped in Silence”
- „Beyond” (Bartek Grzanek & Lukasz Kapuściński)